# Halfback
L'halfback è uno dei ruoli d'attacco delle squadre di football americano e canadese. In genere è più agile e veloce rispetto al fullback, che è molto più lento e massiccio.
La sua principale mansione è la corsa, ma varie volte viene impiegato nel ricevere la palla in lanci corti.
Quando non viene impiegato per correre o ricevere il suo compito diventa la protezione del quarterback da eventuali difensori della squadra avversaria.